# Ven Ding
Ven Ding (kitajsko (文丁), Ven Vu Ding (文武丁) ali Taj Ding (太丁), z osebnim imenom Dzi Tuo (子托, pinjin Zǐ Tuō), je bil od leta 1116 do 1106 pr. n. št. ali od leta 1112 do 1102/1 pr. n. št. kralj Kitajske.  

## Zapisi
Ven Ding je bil iz dinastije Šang. Po zapisih v Bambusnih letopisih je svojo prestolnico preselil iz Mova (沬) v Jin (殷).
V drugem letu svojega vladanja je njegov vazal Dži, kralj Džova (季歷), napadel Džičeng, vendar je bil poražen.
V tretjem letu vladanja je reka Huan presahnila. 
V četrtem letu je Dži napadel Juvu Ronga (余无戎), ga premagal in ga pretvoril v podložnika Džova. 
V sedmem letu je Dži napadel Šihu Ronga (始呼之戎) in zmagal. 
Nekaj let kasneje je Dži porazil Šitu Ronga (翳徒戎) in ujel tri njegove generale. Ven Dinga je zaskrbelo, da bo Džov postal premočan, zato je Džija zaprl v podeželsko skladišče in ga izstradal do smrti. 